# Lockheed Vega
El Lockheed Vega és un avió monoplà d'ala alta amb capacitat per a sis passatgers construït per l'empresa Lockheed a partir del 1927. Es va fer famós perquè molts pilots van ser atrets pel seu disseny resistent i de gran abast. Amelia Earhart, la primera dona en travessar l'Atlàntic en solitari, ho va fer a bord d'un Vega i Wiley Post va utilitzar el seu per provar l'existència de la corrent en jet després d'haver volat al voltant del món dues vegades.

## Disseny i desenvolupament
Dissenyat per John Knudsen Northrop i Gerard Vultee, posteriorment ambdós formarien les seves pròpies empreses, al principi es pretenia fer servir només per les rutes aèries pròpies de Lockheed. Es van proposar construir una aeronau de quatre seients no tan sols resistent si no també una de les aeronaus més ràpides de la seva era i per això van utilitzar un buc de fusta monocasc, ales en voladís cobertes de contraplacat i el millor motor disponible, un Wright Whirlwind refrigerat per aire amb 225 cavalls de vapor (168 kW).

## Història operacional

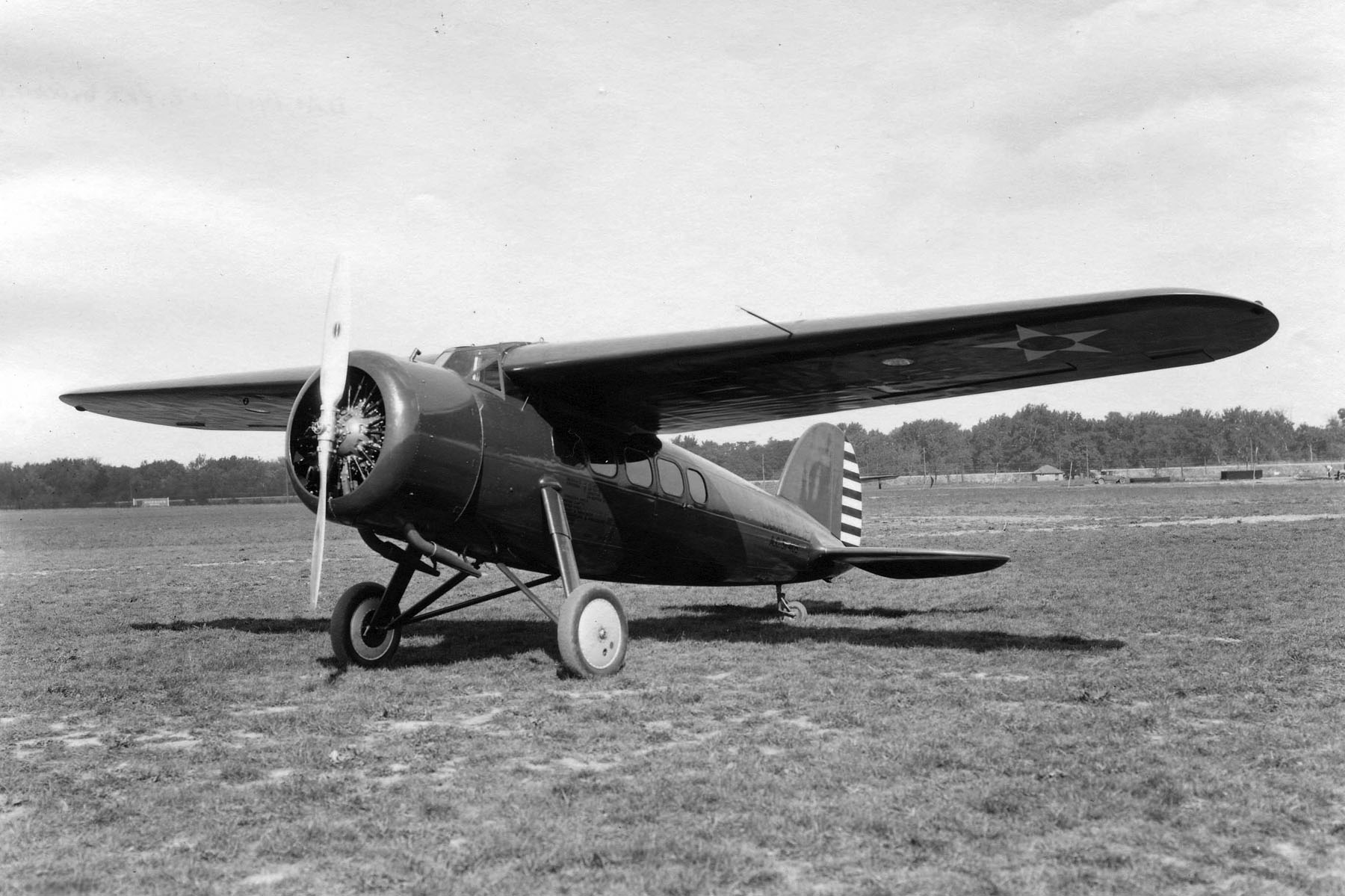
Cos d'Aire de l'Exèrcit dels EUA Y1C-12.

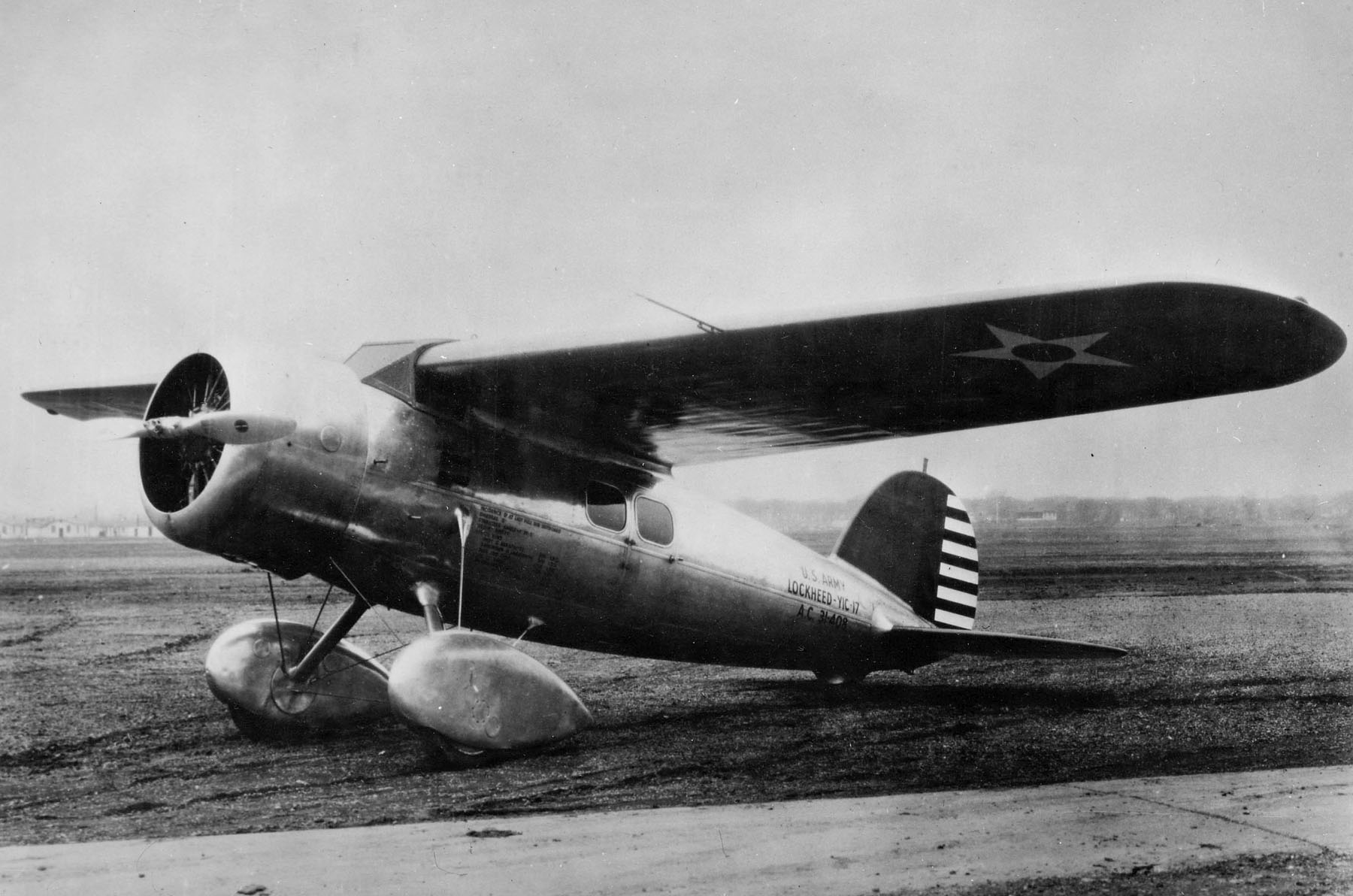
El Y1C-17

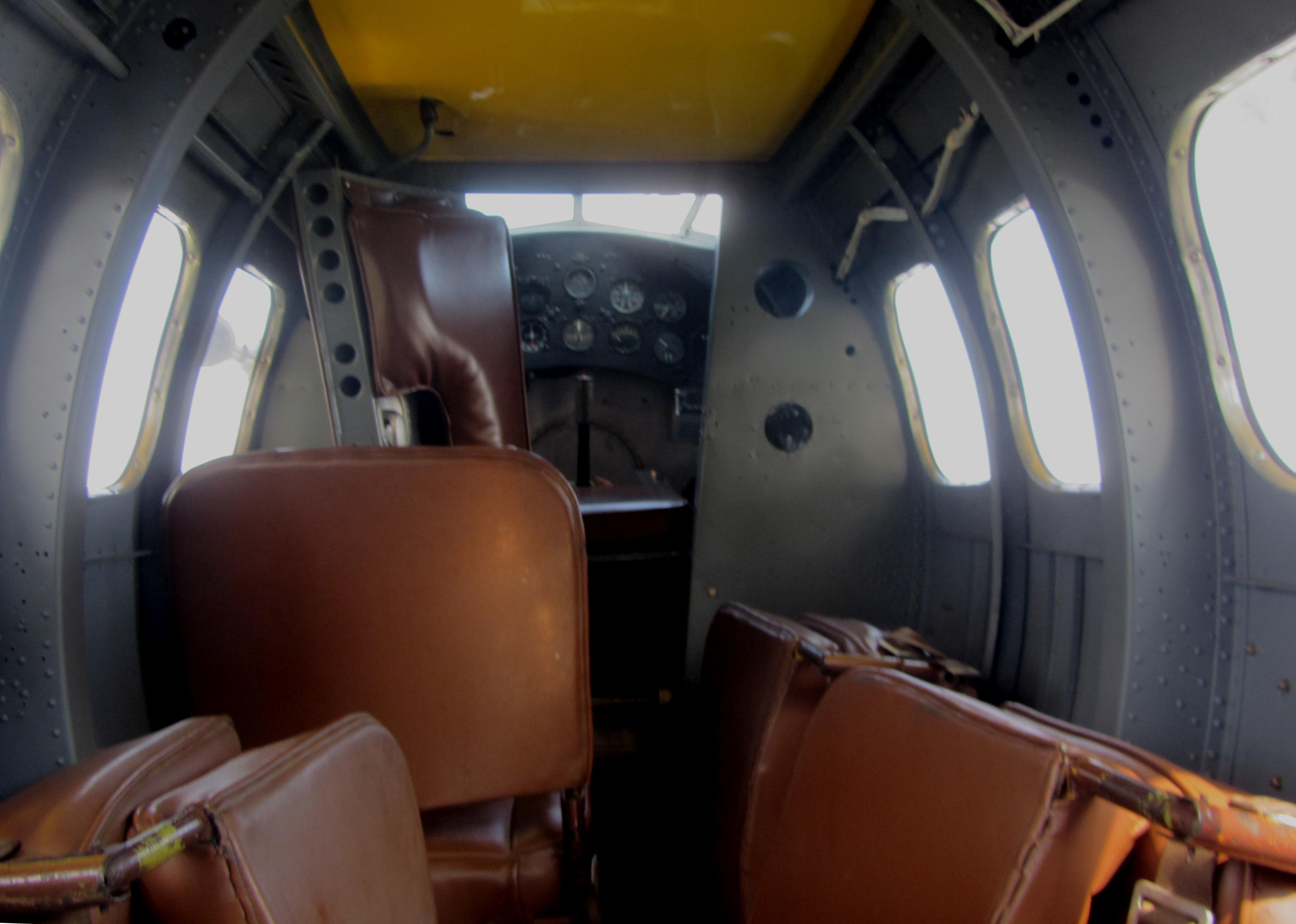
Interior del Lockheed Vega - Variant de buc metàl·lic

El primer Vega 1, anomenat Golden Eagle, va sortir de la fàbrica de Lockheed a Los Angeles el 4 de juliol de 1927. Podia volar a una velocitat de creuer de 193 km/h, una velocitat alta per l'època, i una velocitat punta de 217 km/h. Els quatre passatgers (més un pilot) eren considerats poca càrrega per un ús de línia aèria. Per finals de 1928, s'havien produït 68 unitats d'aquest disseny original adquirits per propietaris privats. L'any 1929 els Vega van guanyar tots els premis de velocitat a les National Air Races a Cleveland.
Mirant de millorar el disseny, Lockheed va entregar el Vega 5 a partir de 1929. Afegint el motor Pratt & Whitney R-1340 Wasp de 450 hp (336 kW) i un nou carenat NACA va millorar el rendiment permetent afegir dos seients més, i augmentant la velocitat de creuer a 249 km/h i la velocitat punta a 266 km/h. La nova configuració de sis seients era encara massa petita, i el model 5 va ser adquirit principalment per aviació privada i transport executiu. Un total de 64 Vega 5s van ser construïts. L'any 1931, el Cos del Aire de l'Exèrcit dels Estats Units va comprar dos Vega 5s; un va ser designat com C-12 i l'altre com C-17, aquest últim ambtancs de combustible addicional a les ales.

## Variants

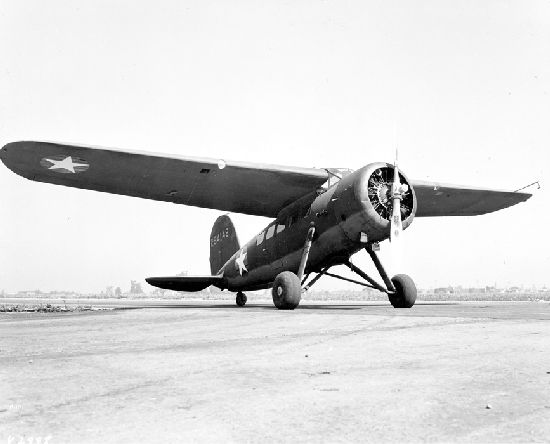
L'UC-101

Vega 1
Cabina de cinc seients monoplà, allotjament per un pilot i quatre passatgers, amb un motor radial de 225 hp (168 kW) Wright J-5, J-5Un, J-5AB o J-5C Whirlwind.
Vega 2
Cabina de cinc seients monoplà, amb un motor radial de 300 hp (224 kW) Wright J-6 Whirlwind.
Vega 2A
Modificació d'un Vega 2, per operar pesos més alts.
Vega 2D
Redisseny de dos Vega 1 i un Vega 2, amb un motor radial de 300 hp (224 kW) Pratt & Whitney Wasp.
Vega 5
Versió millorada, amb un motor radial de 410 hp (306 kW) Wasp A, 450 hp (336 kW) Wasp B o 420 hp (313 kW) Wasp C1.
Vega 5A Executive
Versió de transport executiu, amb un luxós interior.
Vega 5B
Versió de transport per set passatgers, construït per operacions de pes més alt amb operadors comercials.
Vega 5C
Versió del 5B amb set seients de cabina i superfícies de cua revisades.
DL-1
Vega 5C amb un buc d'aliatge lleuger. Construït per Detroit Aircraft Corporation.
DL-1A/DL-1 Special
Una versió per curses.
DL-1B
Cabina de set seients monoplà, similar al DL-1. Construït per Detroit Aircraft Corporation.
Y1C-12
Un DL-1 adquirit pel Cos de l'Aire de l'Exèrcit dels EUA per proves de servei i avaluació.
Y1C-17
Un DL-1B adquirit pel Cos de l'Aire de l'Exèrcit dels EUA per proves de servei i avaluació.
UC-101
Un Vega 5C en servei amb les Forces Aèries dels Estats Units d'Amèrica el 1942.

## Especificacions (Vega 5)
Característiques generals
- Tripulació: 1
- Capacitat: 6 passatgers

- Longitud: 28 ft 6 in
- Envergadura: 41 ft
- Alçada: 6 ft 5 in
- Superfície de l'ala 250 sq ft
- Perfil: Clark Y
- Pes buit: 2,565 lb
- Pes carregat: 4,500 lb
- Motors: 1×  Pratt & Whitney Wasp R1340C, 450 hp

 Rendiment 
- Velocitat màxima: 298 km/h (298 km/h)
- Velocitat de creuer: 265 km/h
- Abast: 725 mi
- Sostre de servei: 25,000 ft
- Ràtio d'ascens: 1,300 ft/min